# 石希蒙
石希蒙（？—921年），五代时期赵国宦官，赵王王镕男宠，与王镕经常同床而眠，王镕也将政事交由其打理。921年，阻止了李弘规请求王镕回城亲政的劝谏，于是被内牙都将苏汉衡斩杀于王镕面前。